# ソ連・ロシア国境軍艦艇一覧

ソ連時代の軍旗

ロシア時代の軍旗

ソ連・ロシア国境軍艦艇一覧は、ソ連およびロシア連邦の国境局などが過去保有した、または現在保有する、または将来保有する予定の、未完成・計画中止を含めた歴代艦艇一覧である。海軍の保有艦艇についてはソ連・ロシア海軍艦艇一覧参照のこと。
凡例

## 現有勢力（2007年現在）
- 国防予算：237億ドル
- コースト・ガード：船艇210隻、航空機184機

## 船艇一覧

### 警備救難業務用船艇

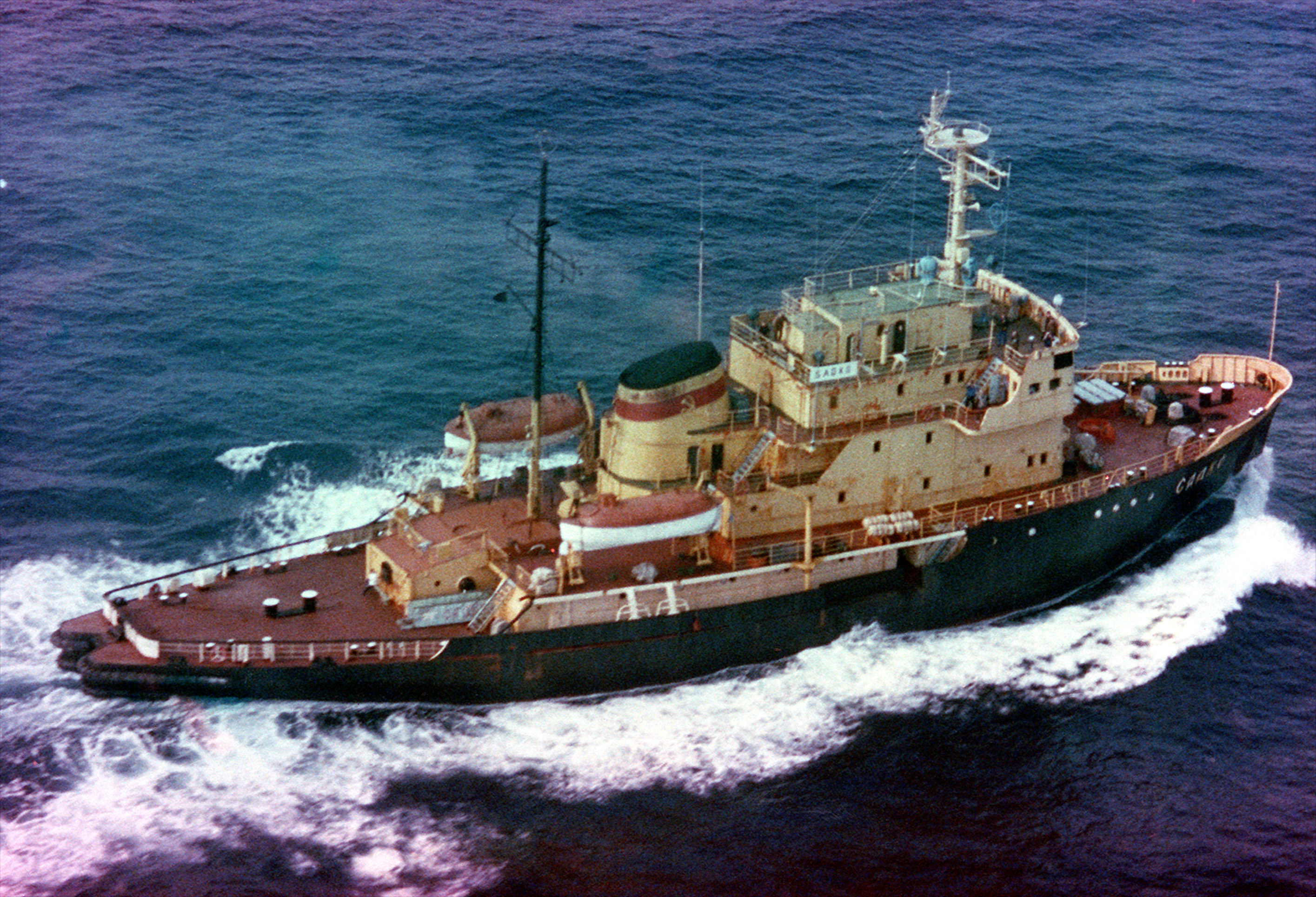
国境警備艦サトコ

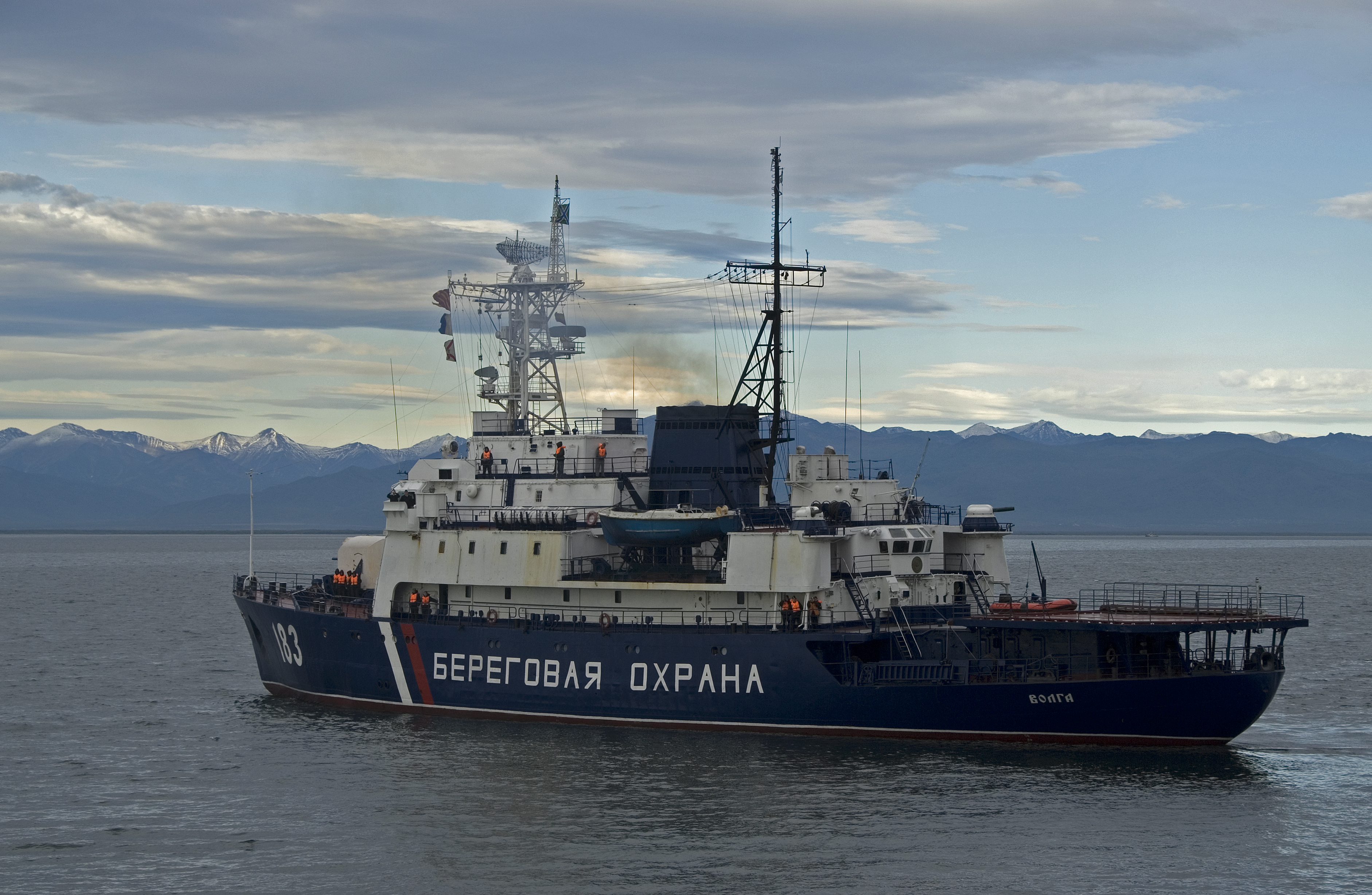
国境警備艦ヴォルガ

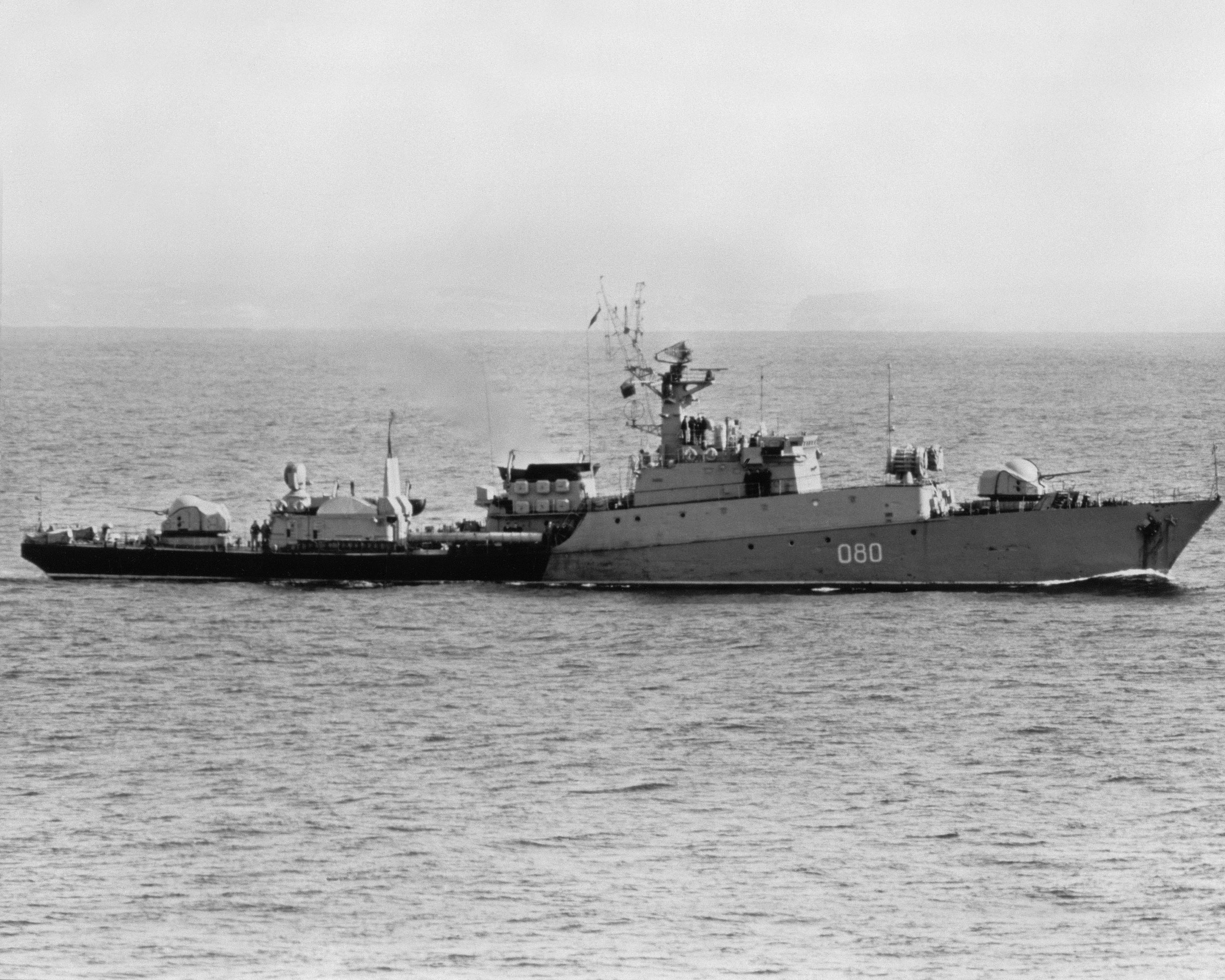
1124-P号計画「アリバトロース」型国境警備艦

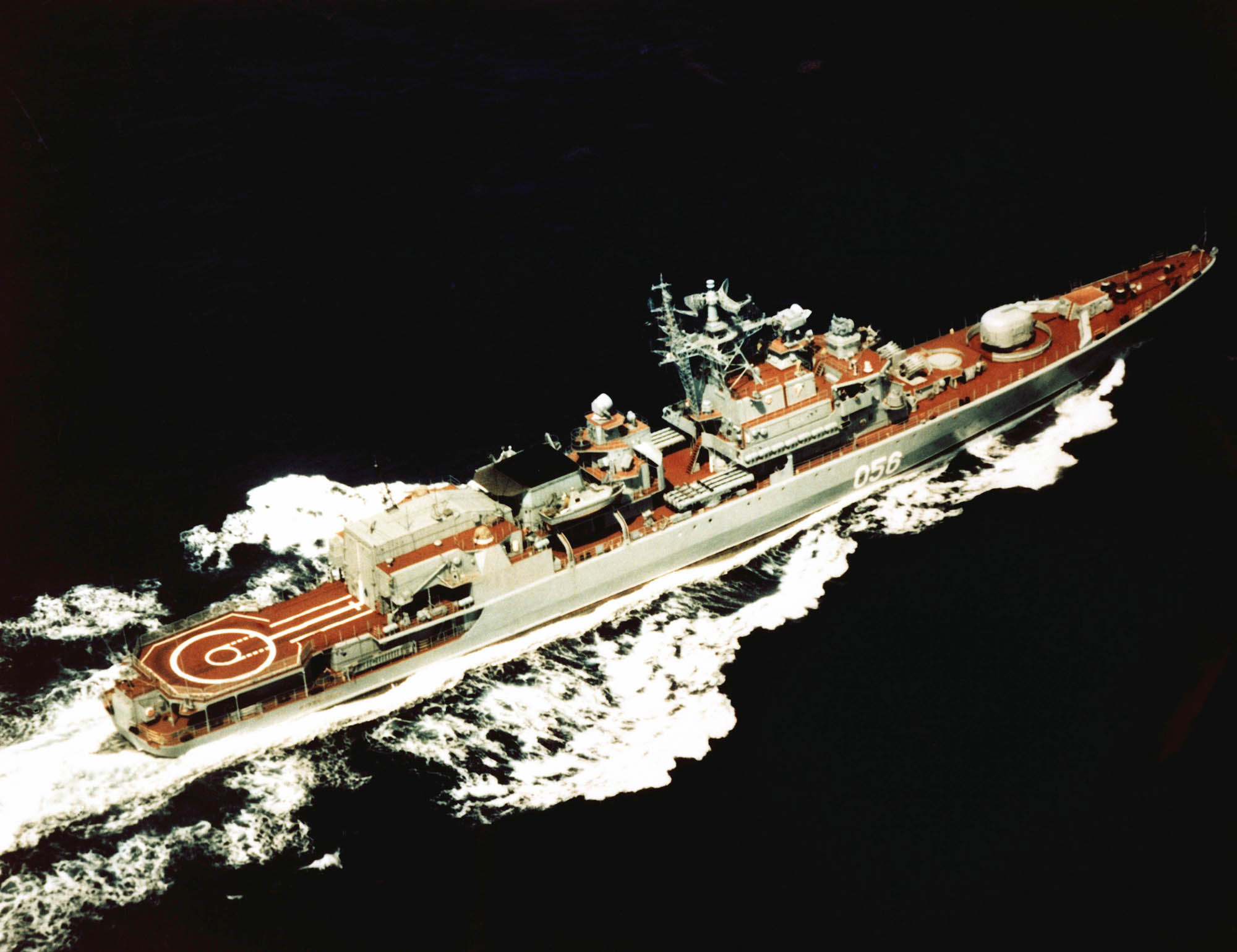
国境警備艦メジンスキー

#### 巡視船
- 52 設計国境警備艦
  - プルガー
- 97-AP 設計国境警備艦
  - サトコ
  - ペレスヴェート
- 97-P 設計国境警備艦 - 8隻
  - アイズベールク
  - 173 アナードィリ ※旧イーメニXXVスエーズダKPSS
  - 145 ドゥナーイ
  - 018 ムールマンスク ※旧イーメニXXVIスエーズダKPSS
  - 183 ヴォルガ
  - 170 ネヴァ
  - イルトィシュ
  - イヴァン・スサーニン
  - ルスラーン
- 745-P 設計国境警備艦
  - 142 アルダーン
  - 043 アムール
  - 105 バイカル
  - 067 チュコートカ
  - 110 ドン
  - 198 カムチャートカ
  - 103 カレーリヤ
  - クバーニ
  - 058 ラードガ
  - 159 プリモーリエ
  - 185 サハリン
  - スターヴロポリ
  - タイムィール
  - 010 ウラル
  - 035 ヴィークトル・キーンギセップ ※旧ヴャートカ
  - 021 ヴィチーム
  - 073 ザバイカーリエ
  - 022 ザポリャーリエ
  - ブーク
  - ネーマン
  - エニセイ
  - 106 ブレスト
  - マガダーネツ
  - 030 トヴェーリ
  - 101 ゲネラール・マトローソフ
- 1124-P 設計国境警備艦
  - ブリリアーント
  - ジェームチュク
  - イズムルート
  - ルビーン
  - アメチースト
  - ドニエプル ※ウクライナ海軍へ引き渡しコルベットヴィーンヌィツャ
  - サプフィール
  - イズマイール ※ウクライナ海軍へ引き渡しコルベットチェルニーヒウ
  - プロヴォールヌイ
  - プレーダンヌイ
  - ナジョージュヌイ
  - ドゾールヌイ
  - ブラーヴイ
  - ヴェールヌイ
  - ストローギイ
- P1124 設計国境警備艦
  - ブジーテリヌイ
  - ベズプレーチュヌイ
  - ゾールキイ
  - レシーテリヌイ
  - スメールイ
- 11351 「ネレーイ」設計国境警備艦
  - メンジンスキー
  - 097 ゼルジンスキー
  - 156 オリョール ※旧イーメニXXVIIスエーズダKPSS
  - プスコーフ ※旧イーメニ70レートVChK-KGB
  - イーメニ70レーチヤ・ポグランヴォーイスク
  - ヴォロフスキー
  - ケードロフ
  - キーロフ ※ウクライナ海軍へ引き渡しフリゲートヘーチマン・サハイダーチュヌィイ
  - クラースヌィイ・ヴィーンペル ※ウクライナ海軍へ引き渡しヘーチマン・ヴィシュネヴェーツィクィイ
- 1265-ME 「ヤーホント」設計国境警備艦 ※掃海艇からの改装
  - アストラハーネツ
- 503-M/-PP 設計国境警備艦 - 7隻(+1隻)
  - バールス
  - アンチアス
  - アルガール
  - パーリヤ
  - パチェーラ
  - ジアーナ
  - マガダン
- 16900-A 設計国境警備艦
- 6457-S 「スプルート」設計国境警備艦 - 0隻（1隻建造中）

#### 巡視艇

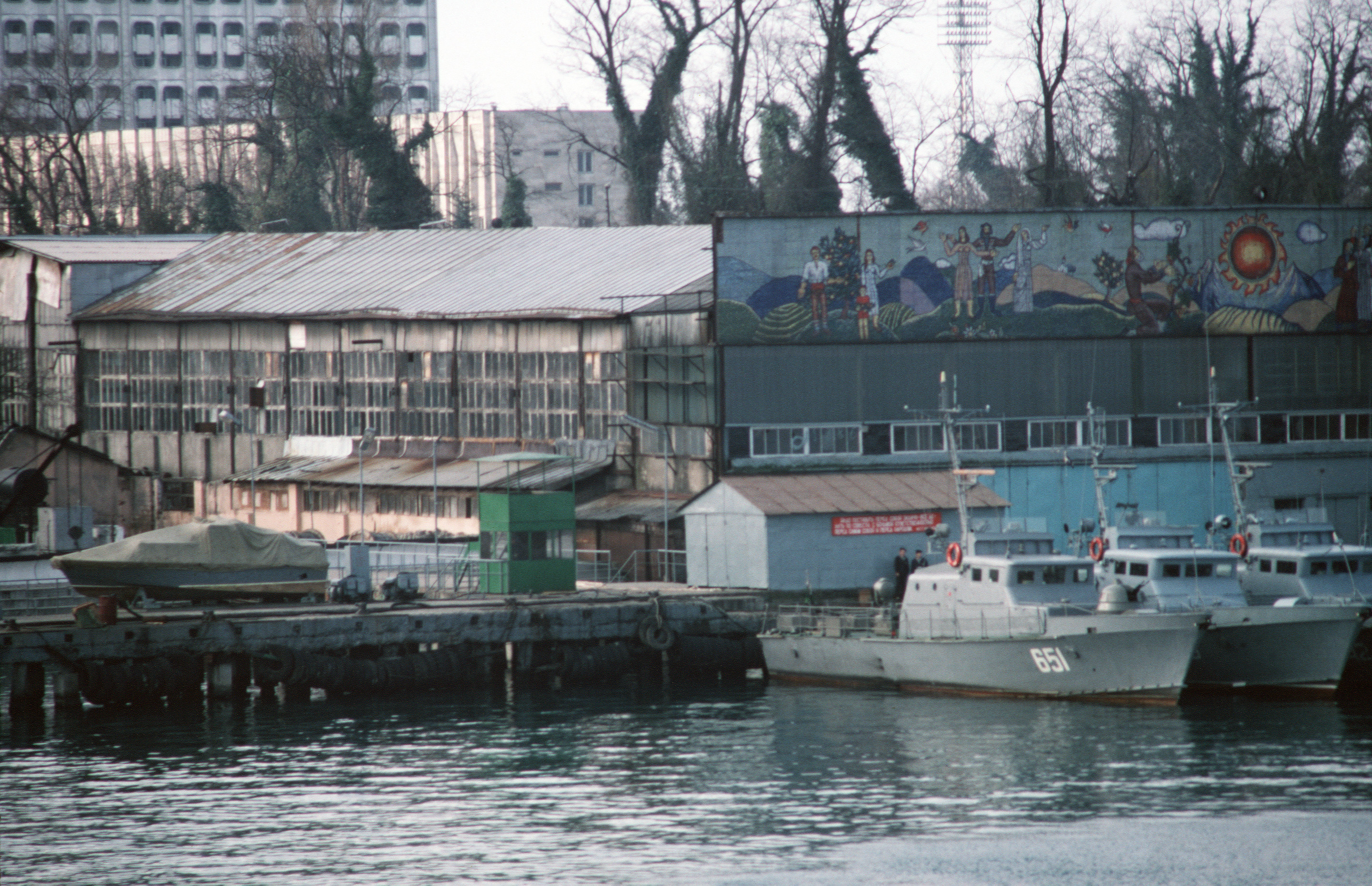
1400-M 「グリーフ」設計国境警備艇

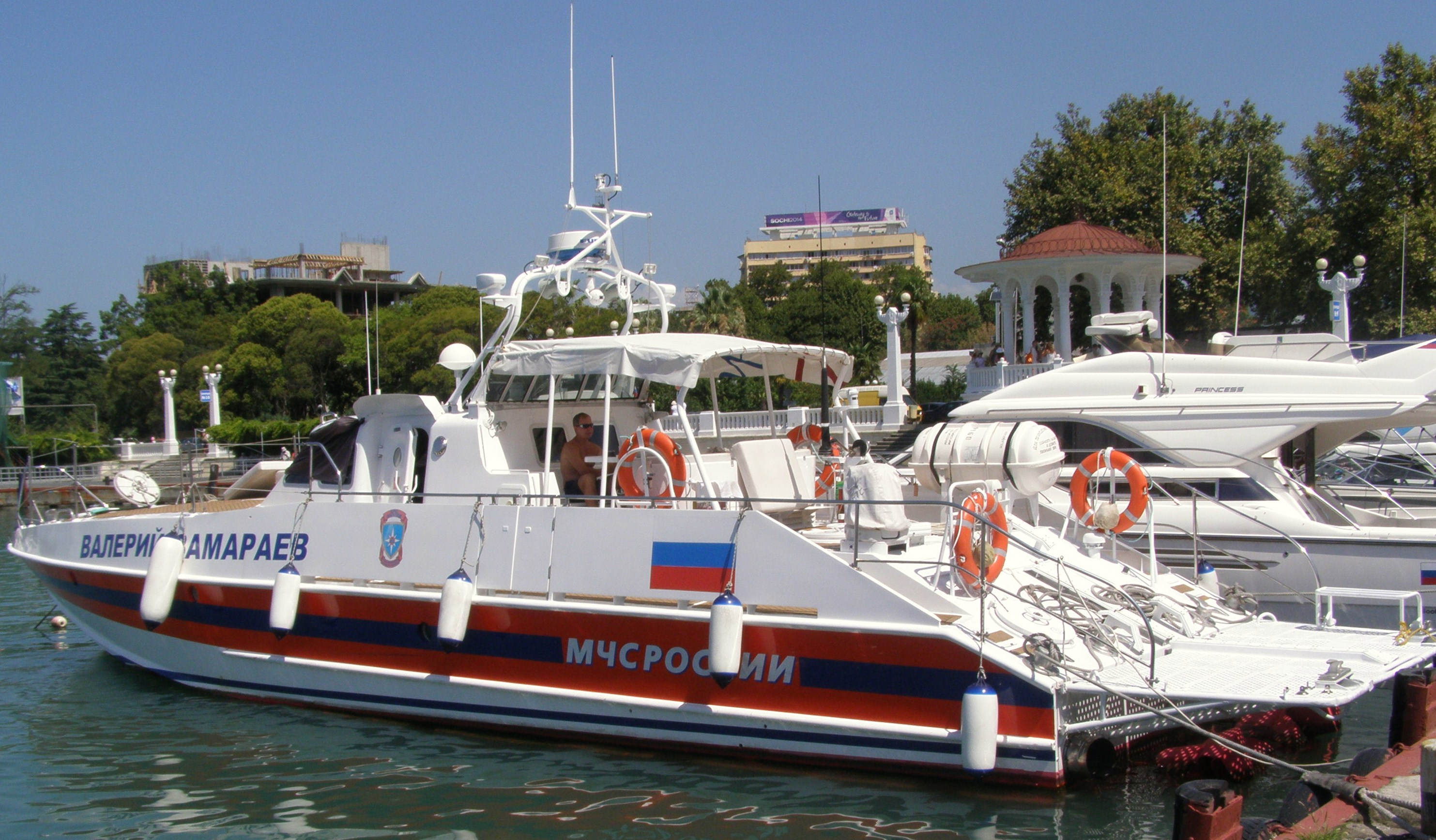
12150-M号計画「マングースト」型国境警備艇

- P368 設計国境警備艦
- 205-P 「タラーントゥル」設計国境警備艦 - 133隻
  - PSKR-600 - PSKR-762
  - 051 PSKR-716
  - 078 PSKR-717
  - 053 PSKR-718
  - 134 PSKR-725
  - 139 PSKR-721
  - 143 PSKR-723
- 125-A 「プチェラー」設計国境警備艇
  - PSKA-150
  - PSKA-151
  - PSKA-152
  - PSKA-153
  - PSKA-154
  - PSKA-155
  - PSKA-156
  - PSKA-157
  - PSKA-158
  - PSKA-159
  - PSKA-160
  - PSKA-161
  - PSKA-162
  - PSKA-163
  - PSKA-164
  - PSKA-165
- 12412 「モールニヤ2」設計国境警備艦 - 21隻
  - PSKR-800 ベールクト
  - PSKR-801 ヴォーロン
  - PSKR-803 コーンドル
  - PSKR-805 コールシュン
  - PSKR-807 コープチク
  - PSKR-809 クレーチェト
  - PSKR-812 ソーコル
  - PSKR-816 ヤーストレプ
  - PSKR-818 ナホートカ
  - PSKR-802 ヤロスラーヴリ ※旧クニーツァ
  - PSKR-804 トリヤッチ
  - PSKR-806 カリニングラート
  - グリゴーリイ・クロピャートニコフ ※ウクライナ国家国境庁へ引き渡し海上警備艦BG50 フルィホーリイ・クロピヤートヌィコウ
  - PSKR-808 グリーフ
  - PSKR-810 ニコライ・カプルーノフ
  - PSKR-811 オルラーン
  - PSKR-813 ※ウクライナ国家国境庁へ引き渡し海上警備艦BG51 ポルターヴァ
  - PSKR-814 サールィチ
  - PSKR-815 グリゴーリイ・グナテーンコ ※ウクライナ国家国境庁へ引き渡し海上警備艦BG52 フルィホーリイ・フナテーンコ
  - PSKR-815 チェボクサールィ ※旧ソーボリ
  - PSKR-817 ヤグアール
- 1387 設計国境警備艇
- 1400 「グリーフ」設計国境警備艇
  - P-109
  - P-111
  - P-126
  - P-139
  - P-275
  - P-402
  - P-500
  - P-510
  - P-513
  - P-516
  - P-520
  - P-525
  - P-543
  - P-559
  - P-553
  - P-554
  - P-563
  - P-576
  - P-577
  - P-625
  - P-626
  - P-633
  - P-125 ※ウクライナ海軍へ引き渡し
  - P-141 ※ウクライナ海軍へ引き渡し
- 1400-A 「グリーフ」設計国境警備艇
  - P-51
  - P-52
  - P-53 ※ウクライナ海軍へ引き渡し
  - P-54 ※ウクライナ海軍へ引き渡し
- 1400/-M/-ME 「グリーフ」設計国境警備艇
  - P-512 ※ウクライナ海軍へ引き渡し
  - P-508 ※ウクライナ海軍へ引き渡し
  - P-534 ※ウクライナ海軍へ引き渡し
  - P-517 ※ウクライナ海軍へ引き渡し
  - P-519 ※ウクライナ海軍へ引き渡し
  - P-526 ※ウクライナ海軍へ引き渡し
  - P-527 ※ウクライナ海軍へ引き渡し
  - P-528 ※ウクライナ海軍へ引き渡し
  - P-529 ※ウクライナ海軍へ引き渡し
  - P-531 ※ウクライナ海軍へ引き渡し
  - P-546 ※ウクライナ海軍へ引き渡し
  - P-547 ※ウクライナ海軍へ引き渡し
  - P-550 ※ウクライナ海軍へ引き渡し
  - P-555 ※ウクライナ海軍へ引き渡し
  - P-558 ※ウクライナ海軍へ引き渡し
  - P-562 ※ウクライナ海軍へ引き渡し
  - P-574 ※ウクライナ海軍へ引き渡し
  - P-579 ※ウクライナ海軍へ引き渡し
  - P-139 ※ウクライナ海軍へ引き渡し、のちグルジア海軍へ引き渡し巡視艇R-206
  - P-518 ※ウクライナ海軍へ引き渡し、のちグルジア海軍へ引き渡し巡視艇R-207
- 1400-ME 「グリーフ」設計国境警備艇
  - P-501 ※練習艇
  - P-502 ※練習艇
  - P-503 ※練習艇
- 133 「アンターレス」設計国境警備艦 - 14隻
  - PSKR-101 デリフィーン
  - PSKR-102 オチャムチーラ
  - 024 PSKR-103 ※ウクライナ国家国境庁へ引き渡し
  - 135 PSKR-104 トゥアプセ
  - PSKR-105 ※ウクライナ国家国境庁へ引き渡しBG53
  - PSKR-106
  - PSKR-107
  - PSKR-108 ※ウクライナ国家国境庁へ引き渡しBG54
  - PSKR-109
  - PSKR-110
  - PSKR-111
  - 027 PSKR-115 ※ウクライナ国家国境庁へ引き渡しBG55 ハルィチナー
  - PSKR-117
  - PSKR-118
- 10410 「スヴェトリャーク」設計国境警備艦 - 21隻
  - PSKR-900 コルサーコフ
  - 162 PSKR-901
  - 100 PSKR-902 スターヴロポリ
  - 088 PSKR-903 ホールムスク
  - 132 PSKR-904
  - 109 PSKR-905 ラスール・ガムザートフ
  - 028 PSKR-906 ソチ
  - 104 PSKR-907
  - 106 PSKR-908
  - 141 PSKR-909 ヴィーボルク
  - 065 PSKR-910 ブリース
  - 017 PSKR-911 ポドーリスク
  - 137 PSKR-912 アナトーリイ・コロリョーフ
  - 143 PSKR-913 アルマース
  - 016 PSKR-914 コルサーコフ
  - 023 PSKR-915 ネヴェーリスク
  - 013 PSKR-916
  - 077 PSKR-917 ネプトゥーン
  - 026 PSKR-918 ユジュノ＝サハリンスク
  - 102 PSKR-919 デルベーント
  - 099 PSKR-920 スィクトィフカール ※旧ブリリアーント
- 10412 「スヴェトリャーク」設計国境警備艦 - 7隻(+3-4隻)
  - 139 PSKR-921 ナリヤーン＝マール ※旧キズリャール
  - 076 PSKR-922
  - 126 PSKR-923
  - 136 PSKR-924 ヴァレンチーン・ピークリ
  - 044 PSKR-915 ヤマーネツ
  - 069 PKSR-926
  - PSKR-927 アードレル
- 1467.0 「グルズーフ」設計国境警備艇
- 1496 設計国境警備艇
- 376-RM 設計国境警備艇
- 371 「アーイスト」設計国境警備艇
- 350 設計国境警備
- 2065 「ボゴモール / ヴィーフリIII」設計国境警備艇 - 2隻
  - 072 PSKR-726
  - 075 PSKR-727
- 12061 「ムレーナ」設計国境警備艇 - 8隻
  - D142
  - D143
  - D325
  - D447
- 20970-P 「カトラーン」設計国境警備艇
- 20990 「ゴルノスターイ」設計国境警備艇
- A51-4 設計国境警備艇
- A77 「ガルプーン」設計国境警備艇
- PS-500 設計国境警備艇
- 1415 「クリーク」設計国境警備艇
- 12260 「ヤーストレプ」設計国境警備艇
- 14230 「ソグジョーイ」設計国境警備艇 - 3隻
  - PSKR-500
- 14232 「メルクーリイ」設計国境警備艇
- 20910 設計国境警備艇
- 12271 設計国境警備艇
- 14310 「ミラーシュ」設計国境警備艇 - 3隻
  - PSKR-400
- 14661 「ルィーシ」設計国境警備艇
- 18623 「ムスターンクII」設計国境警備艇 - 3隻
- 12150 「マングースト」設計国境警備艇 - 4隻
- 12150-M 「マングースト」設計国境警備艇 - 7隻
- 12150-V 「マングースト」設計国境警備艇 ※計画
- 18620 「ムスターンク」設計国境警備艇
- 12200 ソーボリ」設計国境警備艇 - 5隻

#### 河川砲艇・装甲艇
- 191/-M/192 設計小型河川装甲艇
- 1204 「シュメーリ」設計河川国境警備艦 - 118隻
- 1208 「スレペーニ」設計河川国境警備艦 - 11隻
  - 106 シュクヴァール
- 14081 「サイガーク」設計河川国境警備艇
- 1248 「モスキート」設計河川国境警備艦
  - 145 スメールチ
  - 198 ヴァシーリイ・ポズニャコーフ
  - 180 60レート・ポグランヴォーイスク
  - 190 ブラゴヴェシチェンスク
  - 064 ウラガーン
  - 137 ハバーロフスク
- 1249 設計河川国境警備艦 - 8隻
  - 117 PSKR-52
  - 065 PSKR-53 80レートKDRU
  - 146 PSKR-54
  - 013 PSKR-55
  - 093 PSKR-56 カザーク・ウスリーイスキイ
  - 058 PSKR-57
  - 123 PSKR-58
  - 189 PSKR-59
- 12130 「オゴニョーク」設計河川国境警備艦
  - 067 アドミラール・カザケーヴィチ
  - 070 PSKR-201
  - ??? PSKR-202

### その他

#### ディーゼル電力砕氷艦

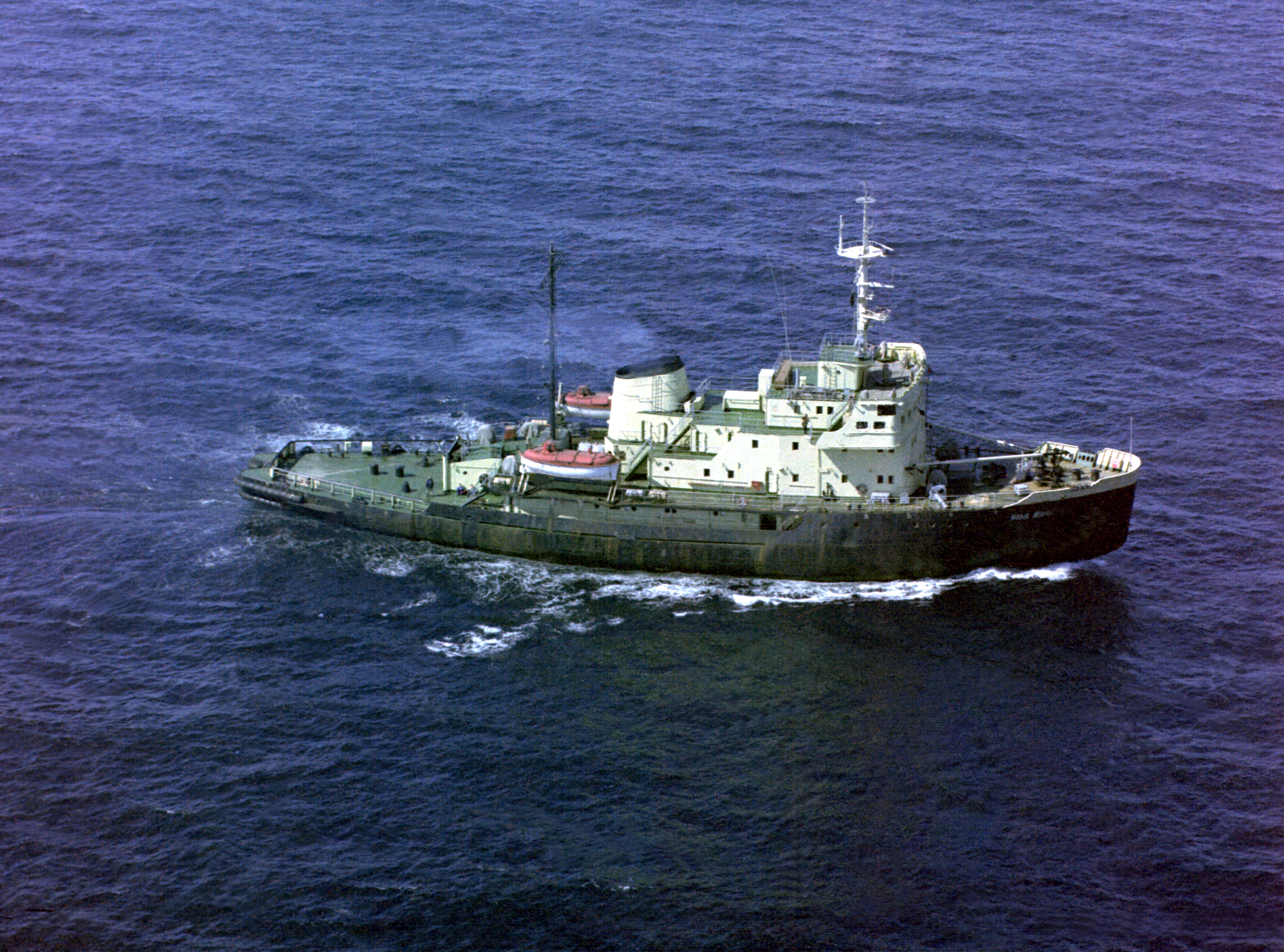
砕氷艦イリヤー・ムーロメツ

- ゲオールギイ・セドーフ
- 97 設計
  - ドブルィーニャ・ニキーチチ
  - プルガー
  - ヴィユーガ
- 97-K 設計
  - イリヤー・ムーロメツ
  - ブラーン
- エルマーク級
  - エルマーク
  - クラーシン
  - アドミラール・マカーロフ
- カピターン・ソローキン級砕氷艦
  - カピターン・ソローキン
  - カピターン・ニコラーエフ
  - カピターン・ドラニーツィン
  - カピターン・フレーブニコフ
- ムジユーク級
  - ムジユーク
  - ジークソン
- 1105 設計
  - カピターン・チェーチュキン
  - カピターン・プラーヒン
  - カピターン・ブカーエフ
  - カピターン・チャダーエフ
  - カピターン・クルートフ
  - カピターン・ザルービン
- モスクワ級
  - モスクワ
  - サンクトペテルブルク